# Maserada sul Piave
Maserada sul Piave – miejscowość i gmina we Włoszech, w regionie Wenecja Euganejska, w prowincji Treviso.
Według danych na rok 2004 gminę zamieszkuje 7500 osób, 267,9 os./km².